# Eleven Men in Flight FC
Eleven Men in Flight Football Club w skrócie Eleven Men in Flight FC – suazyjski klub piłkarski grający w pierwszej lidze suazyjskiej, mający siedzibę w mieście Siteki.

## Sukcesy
- I liga[1]:
  - mistrzostwo (2): 1994, 1996.

- Puchar Eswatini[2]:
  - zwycięzca (2): 1993, 2001.

- Superpuchar Eswatini[2]:
  - zwycięzca (1): 1996.

## Występy w afrykańskich pucharach
| Sezon | Rozgrywki                 | Runda   | Kraj              | Klub               | Dom | Wyjazd | Dwumecz      |
| ----- | ------------------------- | ------- | ----------------- | ------------------ | --- | ------ | ------------ |
| 1994  | Puchar Zdobywców Pucharów | 1       | Zambia            | Power Dynamos FC   | –   | –      | –            |
| 1994  | Puchar Zdobywców Pucharów | 2       | Tanzania          | Malindi SC         | 0–1 | 0–1    | 0–2          |
| 1995  | Liga Mistrzów             | wstępna | Botswana          | Lobatse CS Gunners | 2–2 | 2–2    | 4–4 (k. 4–2) |
| 1995  | Liga Mistrzów             | 1       | Południowa Afryka | Orlando Pirates    | 0–3 | 0–2    | 0–5          |
| 1996  | Puchar CAF                | wstępna | Namibia           | Blue Waters FC     | 4–2 | 1–3    | 5–5          |
| 1997  | Puchar Zdobywców Pucharów | wstępna | Namibia           | MP Tigers          | 0–0 | 1–1    | 1–1          |
| 1997  | Puchar Zdobywców Pucharów | 1       | Południowa Afryka | Jomo Cosmos FC     | 0–3 | 0–3    | 0–6          |

## Stadion
Domowe mecze klub rozgrywa na stadionie o nazwie Mhlume Stadium w Siteki. Stadion może pomieścić 10000 widzów.